# Station Liart
Station Liart is een spoorwegstation in de Franse gemeente Liart.